# Лозова (зупинний пункт, Львівська залізниця)
Лозова́ — пасажирський залізничний зупинний пункт Тернопільської дирекції Львівської залізниці.
Розташований у селі Лозова, Тернопільський район Тернопільської області на лінії Тернопіль — Ланівці між станціями Тернопіль (10 км) та Збараж (14 км).
Станом на травень 2019 року щодня дві пари дизель-потягів прямують за напрямком Ланівці — Тернопіль-Пасажирський.